# ハーコンスヴァーン海軍基地
座標: 北緯60度20分24秒 東経5度13分23秒 / 北緯60.340064度 東経5.223012度
ハーコンスヴァーン海軍基地（ブークモール：Haakonsvern orlogsstasjon、ニーノシュク：Haakonsvern Orlogsstasjon）は、ノルウェー王国ホルダラン県ベルゲン西南10kmに所在するノルウェー海軍の軍港。オスロ・フィヨルド一帯にあるヴェストフォル県ホルテン（en:Horten）にあった基地機能を移転し、1962年に完成した北欧諸国最大級の海軍基地である。
基地には士官、下士官、徴集兵および軍属を含めて約4,000人が働いており、ノルウェー海軍の大半の部隊・機関が基地を使用している。基地には修理や整備用施設があり、特に山を掘り込んで建設された洞窟型地下ドック施設の他、兵站機能、診療所、歯科診療所、消防、郵便、映画館、プール、トレーニングジム、教会が設けられている。また、基地には北大西洋条約機構加盟国の艦艇が頻繁に訪問している。